# 清原郡

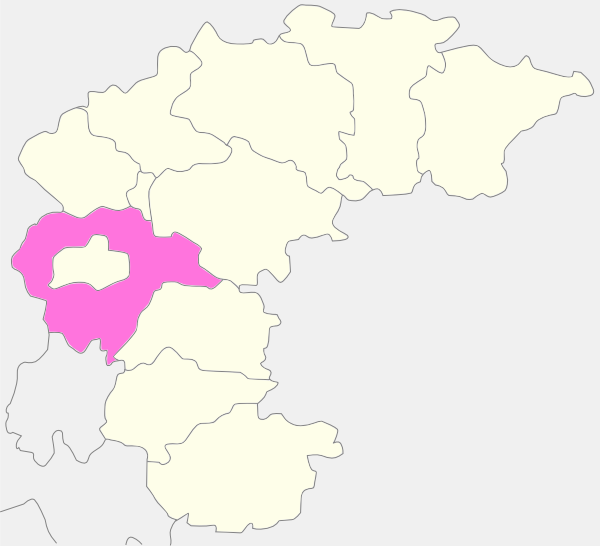
旧・清原郡

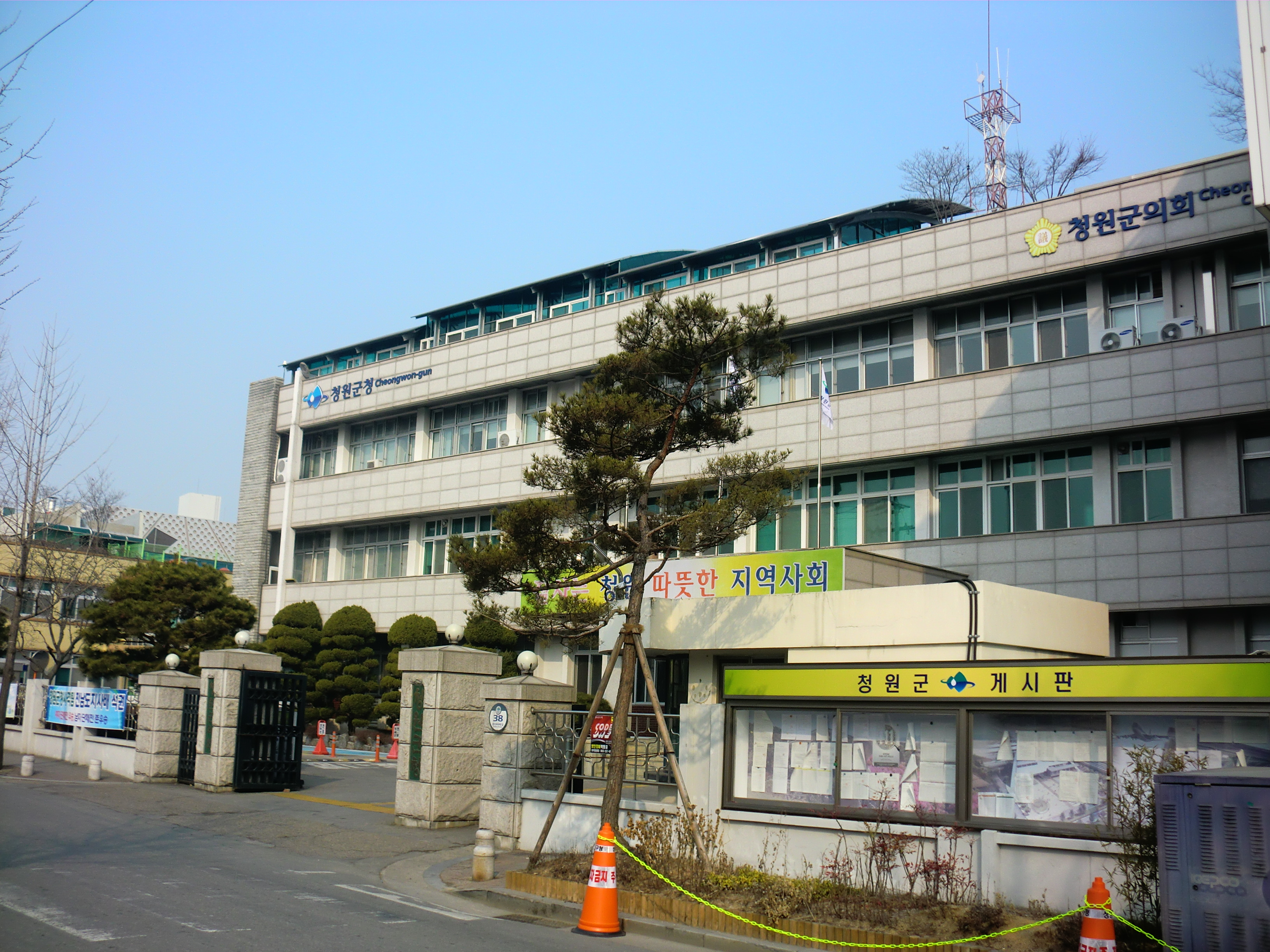
旧・清原郡庁

清原郡（チョンウォンぐん、せいげんぐん、朝鮮語: 청원군）は、大韓民国忠清北道の中部にあった郡である。郡の西部を世宗特別自治市、南部を大田広域市と接していた。郡庁は清州市にあった。

## 行政区画
| 1914年 | 1914年 | 現在                  | 現在 |
| 面     | 町・里 | 区・邑・面            | 洞・里 |
| ------ | --- | --------------------- | --- |
| 清州面 | 門外里、旭町、南町、相生町、清水町、大黒町、市場町、新場垈、稲荷町、城東町、東町、堤町、城西町、西町、大橋町、北町、本町 | 清州市 上党区         | 瑞雲洞、南門路、南州洞、文化洞、石橋洞、西門洞、栄洞、北門路 |
| 四州面 | 校東里、金川里、龍亭里、明岩里、永雲里、龍岩里、校西里 | 清州市 上党区         | 大成洞、金川洞、塔洞、龍亭洞、明岩洞、龍潭洞、永雲洞、龍岩洞、寿洞 |
| 四州面 | 司倉里、開新里、華興里、山北里、粉坪里、山南里、米坪里、農村里 | 清州市 西原区         | 司倉洞、社稷洞、開新洞、慕忠洞、秀谷洞、粉坪洞、山南洞、米坪洞、聖化洞 |
| 四州面 | 外徳里、内徳里、栗陽里、斜川里 | 清州市 清原区         | 牛岩洞、内徳洞、栗陽洞、斜川洞 |
| 四州面 | 佳景里、福台里、松亭里、鳳鳴里、新鳳里、雲泉里 | 清州市 興徳区         | 佳景洞、福台洞、松亭洞、鳳鳴洞、新鳳洞、雲泉洞 |
| 江西面 | 新垈里、坪里、新城里、香亭里、上新里、南村里、外北里、内谷里、花渓里、院坪里、文岩里、松節里、西村里、池東里、飛下里、龍井里、休岩里、守儀里、薪田里、玄岩里、東幕里                                                                                                 | 清州市 興徳区         | 新垈洞、坪洞、新城洞、香亭洞、上新洞、南村洞、外北洞、内谷洞、花渓洞、院坪洞、文岩洞、松節洞、西村洞、池東洞、飛下洞、江西洞、休岩洞、守儀洞、薪田洞、玄岩洞、東幕洞                                                                                                 |
| 江内面 | 石所里、丁峰里、新村里 | 清州市 興徳区         | 石所洞、丁峰洞、新村洞 |
| 江内面 | 蓮亭里、猪山里、唐谷里、寺谷里、台城里、山壇里、弓峴里、多楽里、黄灘里、浮灘里、塔淵里、月谷里、石花里、俟仁里、鶴天里 | 清州市 興徳区 江内面  | 蓮亭里、猪山里、唐谷里、寺谷里、台城里、山壇里、弓峴里、多楽里、黄灘里、月灘里、塔淵里、月谷里、石花里、俟仁里、鶴天里 |
| 江外面 | 虎渓里、楡亭里、拱北里、蓮堤里、万水里、双清里、宮坪里、五松里、東坪里、西坪里、峰山里、正中里、上鳳里 | 清州市 興徳区 五松邑  | 虎渓里、桑亭里、拱北里、蓮堤里、万水里、双清里、宮坪里、五松里、東坪里、西坪里、峰山里、正中里、上鳳里 |
| 江外面 | 深中里 | 世宗特別自治市 全東面 | 深中里 |
| 玉山面 | 沙亭里、水落里、樟南里、虎竹里、金渓里、墻東里、東林里、歓喜里、徳村里、新村里、烏山里、佳楽里、国仕里、小魯里、南村里 | 清州市 興徳区 玉山面  | 沙亭里、水落里、樟南里、虎竹里、金渓里、墻東里、東林里、歓喜里、徳村里、新村里、烏山里、佳楽里、国仕里、小魯里、南村里 |
| 梧倉面 | 桃岩里、鶴巣里、慕亭里、院里、日新里、油里、華山里、花山里、佳谷里、槐亭里、倉里、場垈里、卜峴里、陽地里、主城里、松垈里、上坪里、機岩里、石隅里、塔里、農所里、新坪里、中新里、角里、陽青里、九龍里、龍頭里、栢峴里、誠才里、佳佐里、杜陵里、厚基里、星山里、呂川里 | 清州市 清原区 梧倉邑  | 桃岩里、鶴巣里、慕亭里、院里、日新里、油里、華山里、花山里、佳谷里、槐亭里、倉里、場垈里、卜峴里、陽地里、主城里、松垈里、上坪里、機岩里、石隅里、塔里、農所里、新坪里、中新里、角里、陽青里、九龍里、龍頭里、栢峴里、誠才里、佳佐里、杜陵里、厚基里、星山里、呂川里 |
| 北一面 | 酒城里、井北里、井上里、井下里、梧東里、外南里、外坪里、外下里、酒中里 | 清州市 清原区         | 酒城洞、井北洞、井上洞、井下洞、梧東洞、外南洞、外坪洞、外下洞、酒中洞 |
| 北一面 | 椒井里、牛山里、楮谷里、飛中里、飛上里、細橋里、荊東里、楓井里、徳岩里、馬山里、桃源里、隠谷里、墨坊里、菊洞里、九城里、立上里、立東里、新安里、内秀里、源通里 | 清州市 清原区 内秀邑  | 椒井里、牛山里、楮谷里、飛中里、飛上里、細橋里、荊東里、楓井里、徳岩里、馬山里、桃源里、隠谷里、墨坊里、菊洞里、九城里、立上里、立東里、新安里、内秀里、源通里 |
| 北二面 | 鶴坪里 | 清州市 清原区 内秀邑  | 鶴坪里 |
| 北二面 | 琴坮里、松亭里、光岩里、琴岩里、長才里、土城里、釜淵里、大吉里、書堂里、新基里、石花里、霊下里、仙岩里、虎鳴里、内楸里、玄岩里、新垈里、大栗里、内屯里、花下里、花上里、石城里、龍渓里、長陽里、楸鶴里、玉水里                                                       | 清州市 清原区 北二面  | 琴坮里、松亭里、光岩里、琴岩里、長才里、土城里、釜淵里、大吉里、書堂里、新基里、石花里、霊下里、仙岩里、虎鳴里、内楸里、玄岩里、新垈里、大栗里、内屯里、花下里、花上里、石城里、龍渓里、長陽里、楸鶴里、玉水里                                                       |
| 北二面 | 龍基里、龍山里、陣岩里、隠岩里 | 鎮川郡 草坪面         | 龍基里、龍山里、陣岩里、隠岩里 |
| 北二面 | 楚中里 | 曽坪郡 曽坪邑         | 楚中里 |
| 米院面 | 九芳里、岐岩里、雲橋里、大徳里、雲龍里、花原里、龍谷里、中里、双耳里、米院里、内山里、寿山里、基岩里、鍾岩里、大新里、佳陽里、禾倉里、雲岩里、玉花里、月華里、月龍里、錦寛里、漁岩里、桂院里                                                                         | 清州市 上党区 米院面  | 九芳里、岐岩里、雲橋里、大徳里、雲龍里、花原里、龍谷里、中里、双耳里、米院里、内山里、寿山里、基岩里、鍾岩里、大新里、佳陽里、禾倉里、雲岩里、玉花里、月龍里、錦寛里、漁岩里、桂院里                                                                                 |
| 琅城面 | 玄岩里、三山里、葛山里、武城里、芝山里、楸亭里、文博里、浩亭里、梨木里、帰来里、官井里、仁景里 | 清州市 上党区 琅城面  | 玄岩里、三山里、葛山里、武城里、芝山里、楸亭里、文博里、浩亭里、梨木里、帰来里、官井里、仁景里 |
| 琅城面 | 閑渓里 | 清州市 上党区 加徳面  | 閑渓里 |
| 琅城面 | 城台里 | 清州市 上党区 米院面  | 城台里 |
| 琅城面 | 山城里 | 清州市 上党区         | 山城洞 |
| 南一面 | 方西里、雲東里、月午里、池北里、坪村里 | 清州市 上党区         | 方西洞、雲東洞、月午洞、池北洞、坪村洞 |
| 南一面 | 駕山里、花塘里、高隠里、斗山里、銀杏里、文注里、黄清里、松岩里、佳中里、新松里、孝村里、双樹里 | 清州市 上党区 南一面  | 駕山里、花塘里、高隠里、斗山里、銀杏里、文注里、黄清里、松岩里、佳中里、新松里、孝村里、双樹里 |
| 南一面 | 上野里 | 清州市 上党区 加徳面  | 上野里 |
| 南一面 | 壮岩里 | 清州市 西原区         | 壮岩洞 |
| 南二面 | 長城里、竹林里 | 清州市 西原区         | 長城洞、竹林洞 |
| 南二面 | 石谷里 | 清州市 興徳区         | 石谷洞 |
| 南二面 | 駕馬里、陽村里、佳佐里、大連里、秀垈里、文東里、尺山里、外川里、尺北里、石坂里、石室里、九岩里、上鉢里、八峰里、寺洞里、葛院里、九尾里、飛龍里、山幕里 | 清州市 西原区 南二面  | 駕馬里、陽村里、佳佐里、大連里、秀垈里、文東里、尺山里、外川里、尺北里、石坂里、石室里、九岩里、上鉢里、八峰里、寺洞里、葛院里、九尾里、飛龍里、山幕里 |
| 南二面 | 杏山里、山水里 | 世宗特別自治市 芙江面 | 杏山里、山水里 |
| 芙蓉面 | 文谷里、芙江里、黔湖里、登谷里、芦湖里 | 世宗特別自治市 芙江面 | 文谷里、芙江里、黔湖里、登谷里、芦湖里 |
| 芙蓉面 | 外川里 | 清州市 西原区 南二面  | 芙蓉外川里 |
| 賢都面 | 下石里、老山里、梅峰里、達渓里、陽地里、中尺里、柿木里、上三里、中三里、竹田里、友鹿里、時東里、鐥洞里 | 清州市 西原区 賢都面  | 下石里、老山里、梅峰里、達渓里、陽地里、中尺里、柿木里、上三里、中三里、竹田里、友鹿里、時東里、鐥洞里 |
| 養性面 | 竹岩里 | 清州市 西原区 賢都面  | 竹岩里 |
| 養性面 | 徳留里、上場里、文山里、米川里、南渓里、登谷里、桃源里、斗毛里、品谷里 | 清州市 上党区 文義面  | 徳留里、上場里、文山里、米川里、南渓里、登洞里、桃源里、斗毛里、品谷里 |
| 龍興面 | 槐谷里、九龍里、新垈里、山徳里、文徳里、所田里、後谷里、佳湖里 | 清州市 上党区 文義面  | 槐谷里、九龍里、新垈里、山徳里、文徳里、所田里、後谷里、佳湖里 |
| 加徳面 | 芦顕里 | 清州市 上党区 文義面  | 芦顕里 |
| 加徳面 | 仁次里、芦洞里、上垈里、菊田里、三項里、杏亭里、青龍里、桂山里、樹谷里、柿洞里、屏岩里、金居里、内岩里 | 清州市 上党区 加徳面  | 仁次里、芦洞里、上垈里、菊田里、三項里、杏亭里、青龍里、桂山里、樹谷里、柿洞里、屏岩里、金居里、内岩里 |

## 歴史
- 1895年5月26日 - 23府制実施、清州郡・文義郡が公州府の傘下に置かれた。
- 1914年4月1日 - 文義郡・清州郡の大部分（青川面を除く）・清安郡西面・ 忠清南道大田郡九則面の一部を清州郡として編成。清州郡に以下の面が成立。[20][21][22]（18面）
  - 清州面・北一面・北二面・琅城面・江西面・米院面・加徳面・南一面・南二面・養性面・龍興面・賢都面・芙蓉面・四州面・江外面・江内面・玉山面・梧倉面

| 府令第111号                                                                         |            |
| 旧行政区域                                                                          | 新行政区域 |
| 清州郡東州内面                                                                      | 清州面     |
| 清州郡北州内面の一部（北里、東里、西里、院里）                                      | 清州面     |
| 清州郡南州内面の一部（甫十里、川辺里、場垈里、西林里、石橋里、甕城里）              | 清州面     |
| 清州郡東州内面の一部                                                                | 四州面     |
| 清州郡北州内面の一部                                                                | 四州面     |
| 清州郡南州内面の一部                                                                | 四州面     |
| 清州郡西州内面                                                                      | 四州面     |
| 清州郡南二面の一部（駕北里、駕中里、駕南里、農村里）                                | 四州面     |
| 清州郡西江内一上面                                                                  | 江西面     |
| 清州郡西江内一下面（泥橋里、新村里を除く）                                          | 江西面     |
| 清州郡西江内二上面                                                                  | 江内面     |
| 清州郡西江内二下面                                                                  | 江内面     |
| 清州郡西江内一下面の一部（泥橋里、新村里）、南次二面三岐里                          | 江内面     |
| 清州郡西江外一上面                                                                  | 江外面     |
| 清州郡西江外一下面                                                                  | 江外面     |
| 清州郡西江外二上面                                                                  | 玉山面     |
| 清州郡西江外二下面                                                                  | 玉山面     |
| 清州郡西江内二下面の一部（6里）、北江外二面の一部（2里）                            | 玉山面     |
| 清州郡北江外一上面                                                                  | 梧倉面     |
| 清州郡北江外一下面                                                                  | 梧倉面     |
| 清州郡北江外二面、西江外二上面江亭里                                                | 梧倉面     |
| 清安郡西面の一部（呂上里、呂中里、呂下里）                                          | 梧倉面     |
| 清州郡山外一面                                                                      | 北一面     |
| 清州郡北江内一面                                                                    | 北一面     |
| 清州郡西江内一上面井北里、北江外一下面塔洞、北江外二面鏤村里、山外二面の一部（5里） | 北一面     |
| 清州郡山外二面                                                                      | 北二面     |
| 清州郡北江内二面、山外一面の一部（38里）                                            | 北二面     |
| 清安郡西面                                                                          | 北二面     |
| 清州郡南一上面                                                                      | 南一面     |
| 清州郡南一下面                                                                      | 南一面     |
| 清州郡山内二下面の一部（安仁里、院洞里、月午里、上月里、中月里、下月里、居竹里）    | 南一面     |
| 清州郡南二面                                                                        | 南二面     |
| 清州郡南次二面、西江内一上面農村里                                                  | 南二面     |
| 清州郡山内一面                                                                      | 米院面     |
| 清州郡山内二上面の一部                                                              | 米院面     |
| 清州郡山内一面の一部（馬田里、上仁景里、下仁景里）                                  | 琅城面     |
| 清州郡山内二上面の一部（17里）                                                      | 琅城面     |
| 清州郡山内二下面、南一上面の一部（赤里、松亭里）                                    | 琅城面     |
| 清州郡南一上面の一部（下倹里、屏岩里、上倹里、曽居里、新興里）                      | 加徳面     |
| 文義郡東面、邑内面の一部（牛項里、三項里）、 南面時南里、北面省南面                 | 加徳面     |
| 懐仁郡東面地境里、北面の一部（桂山里、首谷里、柿洞里）                              | 加徳面     |
| 文義郡一道面                                                                        | 賢都面     |
| 文義郡二道面（登洞を除く）、三道面馬浦里の一部                                      | 賢都面     |
| 文義郡三道面、二道面登洞                                                            | 芙蓉面     |
| 文義郡邑内面                                                                        | 養性面     |
| 文義郡北面                                                                          | 養性面     |
| 文義郡南面                                                                          | 龍興面     |
- 1930年 - 養性面と龍興面が合併して文義面が発足。（17面）
- 1931年4月1日 - 清州面が清州邑に昇格。[23] （1邑16面）
- 1945年4月1日 - 北二面の一部（龍基里・龍山里・陳岩里・隠岩里）が鎮川郡草坪面に編入。（1邑16面）
- 1946年6月1日（16面）[24]
  - 清州邑が清州府に昇格、郡より離脱。
  - 清州郡が清原郡に改称。
- 1963年1月1日 - 四州面が清州市に編入。[25]（15面）
- 1973年7月1日 - 北二面楚中里が槐山郡曽坪邑に編入。（15面）
- 1983年2月15日（14面）[26]
  - 江西面および琅城面山城里・南一面方西里・江内面石所里の各一部が清州市に編入。
  - 文義面竹岩里が賢都面に編入。
  - 北二面鶴坪里が北一面に編入。
- 1989年1月1日 - 報恩郡の懐南面塩峙里・懐北面妙岩里・馬東里・馬九里が文義面に編入（14面）。
- 1990年8月1日 - 南一面・南二面・北一面の各一部が清州市に編入。[27]（14面）
- 1995年（14面）
  - 江外面深中里が忠清南道燕岐郡全東面に編入。
  - 忠清南道燕岐郡の東面葛山里が芙蓉面に編入。
- 2000年1月1日 - 北一面が内秀邑に改称・昇格。[28]（1邑13面）
- 2007年1月1日 - 梧倉面が梧倉邑に昇格。[29]（2邑12面）
- 2012年
  - 1月1日 - 江外面が五松邑に改称・昇格。[30]（3邑11面）
  - 7月1日  - 芙蓉面が世宗特別自治市芙江面に改編[31]。ただし、外川里は南二面に編入。[32]（3邑10面）
- 2014年7月1日 - 清原郡が清州市と合併し、統合清州市が発足。清原郡を廃止 [33]。

## 行政

### 警察
- 清州興徳警察署
  - 江内地区隊
  - 玉山派出所
  - 五松派出所
- 清州上党警察署
  - 梧倉地区隊
  - 内秀派出所
  - 北一治安センター
- 清州清南警察署
  - 加徳派出所
  - 南一派出所
  - 文義派出所
  - 米院派出所
  - 南二派出所
  - 賢都派出所
  - 琅城治安センター

### 消防
- 清州西部消防署
  - 南二119安全センター
  - 五松119安全センター
- 清州東部消防署
  - 内秀119安全センター
  - 梧倉119安全センター

## 交通

### 鉄道
- 韓国高速鉄道 (KTX) 京釜高速線　五松駅
- 忠北線　五松駅・清州空港駅・内秀駅

### 高速道路
- 京釜高速道路
  - 竹岩サービスエリア - 清原インターチェンジ - 清原ジャンクション - 南二ジャンクション、玉山サービスエリア - 清州サービスエリア
- 統営-大田・中部高速道路
  - 竹岩サービスエリア - 清原インターチェンジ - 清原ジャンクション - 南二ジャンクション、梧倉インターチェンジ - 梧倉サービスエリア - 曾坪インターチェンジ
- 唐津-盈徳高速道路
  - 竹岩サービスエリア - 清原インターチェンジ - 清原ジャンクション - 文義インターチェンジ

### 空港
- 清州国際空港

## 観光
- 文義文化財団地：大清ダム建設にあたり移設した民家や文化財の展示公園
- 大清ダム：1980年に完成した発電・治水ダム
- 雲甫の家：著名な画家、雲甫（キム・ギチャン）の私邸跡を活かした芸術文化センター
- 椒井薬水（チョジョン薬水）：古来から伝わるミネラルウォーターの水源地

## 著名な出身者
- イ・ヒョリ：歌手、女優、モデル。五松邑（旧江外面）出身。

## 外部サイト
- 清原郡庁公式サイト（韓国語）
- 清原郡庁公式サイト（日本語）